# Горбачёв, Александр Николаевич
Алекса́ндр Никола́евич Горбачёв (род. 22 ноября 1970, Тищенское, Ставропольский край) — советский и российский футболист, полузащитник; тренер. Мастер спорта России (1995).

## Карьера

### Клубная
Воспитанник Ставропольского училища олимпийского резерва. Первый клуб — «Сигнал» из Изобильного (1988—1989). В 1990 году играл в ЦСКА-2. Далее выступал за КАМАЗ (1991, 1994—1995), кисловодский «Асмарал» (1992), ставропольское «Динамо» (1992—1994, 1996—1997), «Балтику» (1997—1999, 2002—2005), «Балтика-Тарко» (2003), «Факел» (2000), «Уралан» (2001), красноярский «Металлург» (2001).
В Высшей лиге провёл 8 сезонов, сыграл 138 матчей, забил 7 мячей.

### В сборной
Участвовал в спартакиаде народов СССР в составе сборной РСФСР. В 1995 году стал бронзовым призёром Универсиады в Фукуоке (Япония) в составе сборной России.

### Тренерская
С 2007 года — на тренерской работе. Был исполняющим обязанности главного тренера клуба «Балтика-2», тренером брянского «Динамо», главным тренером «Транзита». С 2011 года — старший тренер в «Балтике»; обладатель тренерской лицензии категории «Pro» UEFA. В июне 2015 года был назначен главным тренером «СКА-Энергии». После 8 туров первенства ФНЛ 2015/16 «СКА-Энергия» занимал предпоследнее место в турнирной таблице, поэтому Горбачёв подал в отставку. В дальнейшем занимал пост главного тренера московской команды «Волгомост» (генеральный директор — Валерий Четверик), участвовавшей в третьем (любительском) российском дивизионе. 24 мая 2016 года было объявлено о том, что Горбачёв стал главным тренером «Балтики». 12 сентября 2016 года подал в отставку, но остался в команде в качестве старшего тренера. В феврале 2018 года возглавил брянское «Динамо». Под его руководством в сезоне 2019/20 «Динамо» набрало 39 очков в 17 матчах и вышло в ФНЛ. 15 января 2021 года на заседании КДК РФС было решено запретить Горбачеву осуществлять любую связанную с футболом деятельность сроком на 1 год, за сокрытие информации о игроках, болеющих коронавирусом. 18 января 2021 года контракт был расторгнут.

## Достижения
- Победитель зоны «Запад» Второго дивизиона (2): 2002, 2005

## Личная жизнь
Сын Павел — также футболист, защитник омского «Иртыша».